# Taylor Rhodes
Taylor Laurence Rhodes es un compositor, productor y músico proveniente de Nashville, Tennessee, conocido principalmente por su trabajo con la banda estadounidense Aerosmith desde 1993. También ha trabajado como productor y compositor de bandas y artistas como Ozzy Osbourne (coescribió la canción "Back on Earth"), Kix (produjo el álbum Hot Wire), Celine Dion (coescribió la canción "Where Does My Heart Beat Now"), Y&T, Brother Cane y Journey.

## Otras colaboraciones
- Contagious de Y&T[2]
- That Don't Satisfy Me de Brother Cane
- Heart Over Mind de Jennifer Rush
- All the Way de Journey
- Back n' Blue de Cheap Trick
- Wildside de Loverboy
- Amnesia y Faith Healer de Tora Tora